# Dieshan
Dieshan (chinesisch 蝶山区, Pinyin Diéshān Qū) war ein Stadtbezirk der bezirksfreien Stadt Wuzhou am Ostrand des Autonomen Gebiets Guangxi der Zhuang in der Volksrepublik China. Er hatte eine Fläche von 312,54 km² und zählte ca. 190.000 Einwohner (2004).

## Administrative Gliederung
Auf Gemeindeebene setzte sich der Stadtbezirk aus drei Straßenvierteln und zwei Großgemeinden zusammen. Diese waren:
- Straßenviertel Jiaozui 角嘴街道
- Straßenviertel Dongxing 东兴街道
- Straßenviertel Fumin 富民街道
- Großgemeinde Longhu 龙湖镇
- Großgemeinde Xiaying 夏郢镇

## Auflösung
Im Februar 2013 wurde Dieshan aufgelöst und mit dem Stadtbezirk Wanxiu vereinigt.